# Peng'an
Peng'an (en chino, 蓬安; pinyin, Péng'ān) es un condado bajo la administración directa de la ciudad-prefectura de Nanchong. Se ubica en la provincia de Sichuan, centro-sur de la República Popular China. Su área es de 1332 km² y su población total para 2010 superó los 560 mil habitantes. 

## Administración
Desde julio de 2023, el  Condado Peng'an se divide en 21 pueblos que se administran en 2 subdistritos,  14 poblados y 5 villas.

## Toponimia
En 1913 se estableció el Condado Peng'an cuando se fusionaron los antiguos condados Pengzhou (蓬州) y Anhan (安汉), tomando cada primer sinograma se formó su nombre.